# Federbusch
Ein Federbusch ist ein Schmuck an militärischen Kopfbedeckungen.

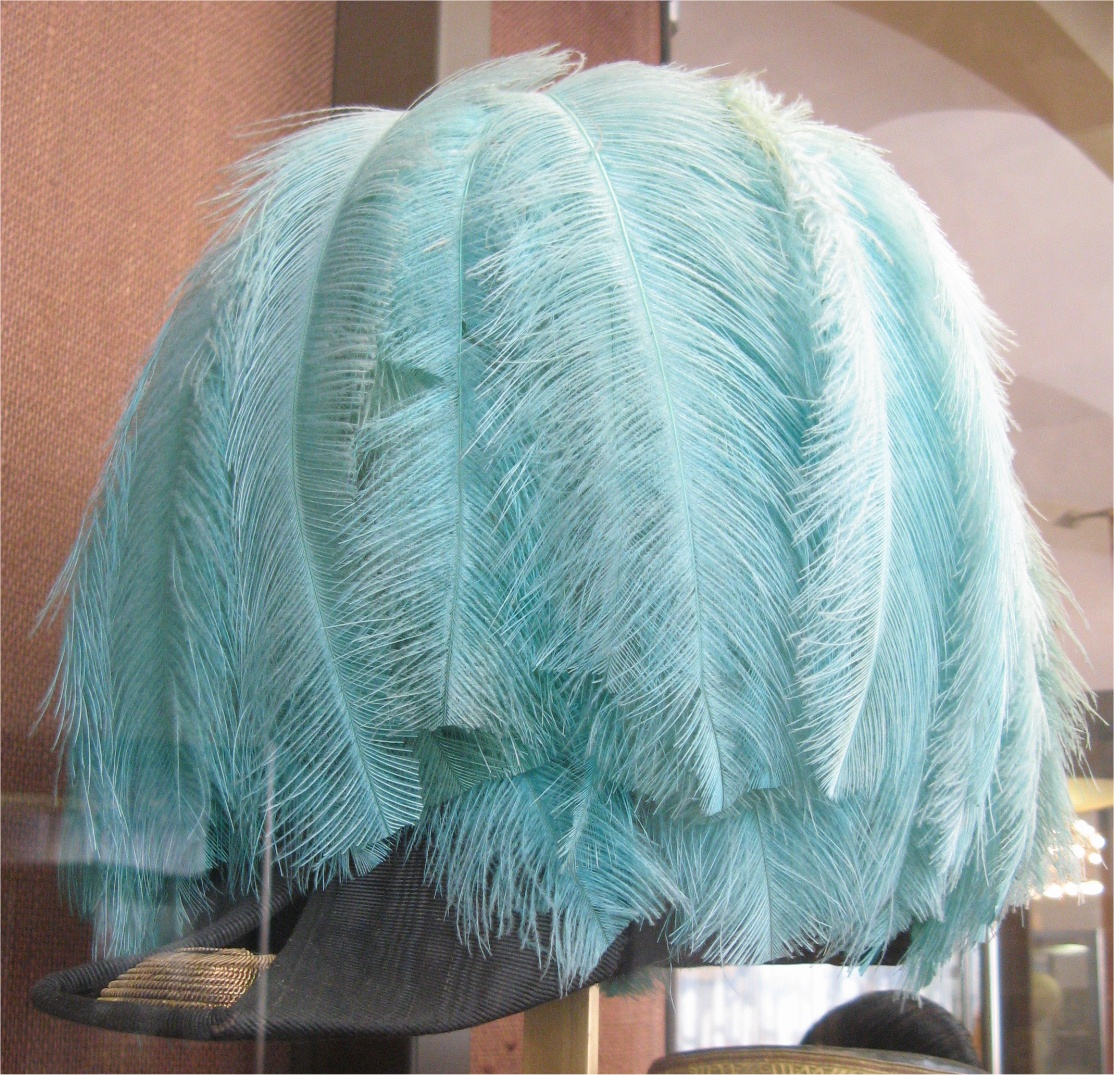
Federbusch am Hut eines Hauptmanns des k.u.k. Generalstabskorps

Der Federbusch kann aus Federn von Straußen, Reihern, Hähnen und von anderen Vögeln bestehen. Der Federbusch wurde noch im 19. Jahrhundert von ganzen Truppenteilen getragen, jedoch Ende des 19. Jahrhunderts entweder abgeschafft oder durch den Haarbusch ersetzt. In den meisten Armeen war er danach nur noch als Auszeichnung für Generale in Gebrauch.